# Slavšina
Slavšina – wieś w Słowenii, w gminie Sveti Andraž v Slovenskih goricah. W 2018 roku liczyła 184 mieszkańców.